# EuroVolley Challenge 2010
EuroVolley Challenge 2010 – międzynarodowy turniej towarzyski w piłce siatkowej mężczyzn, który odbył się w dniach 18-20 września 2010 roku w Innsbrucku w Austrii. Dla trzech zespołów był to jeden z etapów przygotowań do Mistrzostw Świata w Piłce Siatkowej 2010. Turniej pełnił również rolę promocyjną przed Mistrzostwami Europy w Piłce Siatkowej 2011. 
Brały w nim udział cztery reprezentacje. Końcowe zwycięstwo odniosła reprezentacja Chin, która wygrała wszystkie trzy spotkania.
Wszystkie mecze pokazywała internetowa telewizja sportowa LAOLA1.tv.

## System rozgrywek
Turniej rozgrywany był systemem każdy z każdym po jednym spotkaniu. Zwycięzcą została drużyna, która zdobyła największą liczbę punktów. W przypadku uzyskania tylu samo punktów o pozycji decydowały kolejno: stosunek setów i stosunek małych punktów. Za wygraną 3:0 i 3:1 przyznawano trzy punkty, za wygraną 2:3 - dwa punkty, za porażkę 2:3 - jeden punkt, a za porażkę 1:3 lub 0:3 - zero punktów.

## Hale sportowe
| Zdjęcie | Hala sportowa                                 | Miasto    | Pojemność |
| ------- | --------------------------------------------- | --------- | --------- |
|         | Hala sportowa przy Sportuniversität Innsbruck | Innsbruck | 2000      |

## Przebieg turnieju

### Tabela
| Lp. | Drużyna   | Pkt | Mecze | Mecze   | Mecze   | Sety | Sety | Sety  | Małe punkty | Małe punkty | Małe punkty |
| Lp. | Drużyna   | Pkt | M     | W (3:2) | P (2:3) | wyg. | prz. | ratio | zdob.       | str.        | ratio       |
| --- | --------- | --- | ----- | ------- | ------- | ---- | ---- | ----- | ----------- | ----------- | ----------- |
| 1   | Chiny     | 8   | 3     | 3 (1)   | 0 (0)   | 9    | 3    | 3.000 | 301         | 259         | 1.162       |
| 2   | Iran      | 6   | 3     | 2 (0)   | 1 (0)   | 7    | 4    | 1.750 | 263         | 238         | 1.105       |
| 3   | Austria   | 3   | 3     | 1 (0)   | 2 (0)   | 3    | 7    | 0.429 | 232         | 260         | 0.892       |
| 4   | Portoryko | 1   | 3     | 0 (0)   | 3 (1)   | 4    | 9    | 0.444 | 306         | 345         | 0.887       |

Źródło: 
Punktacja: 3:0 i 3:1 – 3 pkt; 3:2 – 2 pkt; 2:3 – 1 pkt; 1:3 i 0:3 – 0 pkt
Zasady ustalania kolejności: 1. liczba punktów; 2. stosunek setów; 3. stosunek małych punktów; 4. bilans w bezpośrednich meczach

### Wyniki spotkań
| 18.09.2010 | Portoryko | 1:3 (15:25, 21:25, 28:26, 19:25) | Iran |

| 18.09.2010 | Austria | 0:3 (22:25, 21:25, 16:25) | Chiny |

| 19.09.2010 | Iran | 1:3 (27:25, 20:25, 23:25, 17:25) | Chiny |

| 19.09.2010 | Austria | 3:1 (23:25, 35:33, 25:19, 35:33) | Portoryko |

| 20.09.2010 | Chiny | 3:2 (29:27, 31:33, 25:14, 26:28, 15:11) | Portoryko |

| 20.09.2010 | Austria | 0:3 (19:25, 15:25, 21:25) | Iran |

## Klasyfikacja końcowa
| Miejsce | Zespół    |
| ------- | --------- |
| 1       | Chiny     |
| 2       | Iran      |
| 3       | Austria   |
| 4       | Portoryko |

## Składy drużyn
Sekcja grupuje składy wszystkich reprezentacji narodowych w piłce siatkowej, które wystąpiły w Tournoi de France 2010.
- Wiek na dzień 18 września 2010 roku.
- Przynależność klubowa na początek sezonu 2010–11.
- Zawodnicy oznaczeni literą K to kapitanowie reprezentacji.
- Legenda: 
Nr - numer zawodnika
 A - atakujący 
 L - libero 
 P - przyjmujący 
 R - rozgrywający 
 Ś - środkowy

### Austria
Trener: Michael Warm
Asystent: Thomas Schroffenegger
| Nr | Imię i nazwisko        | Data urodzenia (wiek) | Wzrost (cm) | Klub                  | Pozycja |
| -- | ---------------------- | --------------------- | ----------- | --------------------- | ------- |
| 1  | Philipp Kroiss         | 02.03.1988 (22)       | 184         | hotVolleys Wiedeń     | L       |
| 2  | Philip Schneider       | 23.12.1981 (28)       | 200         | Montpellier UC        | P       |
| 3  | Peter Wohlfahrtstätter | 10.03.1989 (21)       | 203         | hotVolleys Wiedeń     | Ś       |
| 4  | Oliver Binder          | 28.05.1985 (25)       | 190         | hotVolleys Wiedeń     | R       |
| 5  | Daniel Gavan           | 08.05.1977 (33)       | 202         | Volleyball Team Tirol | Ś       |
| 6  | Frederick Laure        | 26.07.1982 (28)       | 178         | Volleyball Team Tirol | L       |
| 7  | Michael Laimer         | 15.07.1985 (25)       | 207         | Volleyball Team Tirol | Ś       |
| 8  | Philip Ichovski        | 12.12.1991 (18)       | 200         | VCA Niederösterreich  | Ś       |
| 9  | Thomas Zass            | 27.11.1989 (20)       | 193         | VCA Niederösterreich  | A       |
| 11 | Marcus Guttmann        | 09.07.1991 (19)       | 205         | VCA Niederösterreich  | P       |
| 12 | Markus Hirczy          | 25.11.1978 (31)       | 187         | TSV Hartberg          | P       |
| 13 | Gerald Reiser          | 02.06.1980 (30)       | 200         | hotVolleys Wiedeń     | Ś       |
| 14 | Sebastian Schweighofer | 05.06.1987 (23)       | 189         | TSV Hartberg          | P       |
| 15 | Simon Frühbauer        | 19.10.1988 (21)       | 185         | Amiens/Frau           | P       |
| 18 | Lukas Weber            | 13.02.1987 (23)       | 184         | Volleyball Team Tirol | R       |

### Chiny
Trener: Zhou Jian’an
Asystent: Xie Guochen
| Nr | Imię i nazwisko | Data urodzenia (wiek) | Wzrost (cm) | Klub     | Pozycja |
| -- | --------------- | --------------------- | ----------- | -------- | ------- |
| 1  | Bian Hongmin    | 22.09.1989 (20)       | 210         | Zhejiang | Ś       |
| 3  | Yuan Zhi        | 29.09.1981 (28)       | 195         | Liaoning | A       |
| 4  | Zhang Chen      | 28.06.1985 (25)       | 201         | Jiangsu  | Ś       |
| 5  | Guo Peng        | 01.07.1982 (28)       | 200         | Army     | Ś       |
| 7  | Zhong Weijun    | 20.04.1989 (21)       | 199         | Army     | P       |
| 8  | Cui Jianjun     | 01.08.1985 (25)       | 190         | Henan    | P       |
| 9  | Jiao Shuai      | 28.01.1984 (26)       | 194         | Henan    | R       |
| 10 | Chen Ping       | 01.09.1989 (21)       | 195         | Jiangsu  | A       |
| 12 | Shen Qiong (K)  | 05.09.1981 (29)       | 198         | Shanghai | P       |
| 14 | Xu Jingtao      | 07.07.1988 (22)       | 202         | Army     | Ś       |
| 15 | Li Runming      | 01.03.1990 (20)       | 198         | Shandong | R       |
| 16 | Ren Qi          | 24.02.1984 (26)       | 174         | Shanghai | L       |
| 18 | Chen Jiahao     | 23.03.1982 (28)       | 187         | Shanghai | R       |

### Iran
Trener: Hossein Maadani
Asystent: Behrouz Nouri Ataei 
| Nr | Imię i nazwisko      | Data urodzenia (wiek) | Wzrost (cm) | Klub                    | Pozycja |
| -- | -------------------- | --------------------- | ----------- | ----------------------- | ------- |
| 1  | Adel Gholami         | 09.02.1986 (24)       | 195         | Saipa Alborz            | Ś       |
| 3  | Mojtaba Attar        | 07.08.1979 (31)       | 187         | Damash Gilan            | L       |
| 4  | Sa’id Maruf          | 20.10.1985 (24)       | 189         | Saipa Alborz            | R       |
| 6  | Mohammad Musawi      | 22.08.1987 (23)       | 203         | Pajkan Teheran          | Ś       |
| 7  | Hamzeh Zarini        | 18.10.1985 (24)       | 198         | Petrochimi Bandar Imam  | P       |
| 9  | Alireza Nadi (K)     | 02.09.1980 (30)       | 200         | Pajkan Teheran          | Ś       |
| 10 | Mohssen Andalib      | 17.07.1983 (27)       | 191         | Saipa Alborz            | A       |
| 12 | Farhad Nazari Afshar | 22.05.1984 (26)       | 195         | Saipa Alborz            | P       |
| 13 | Mahdi Mahdawi        | 13.02.1984 (26)       | 190         | Heyat Volleyball Urmia  | R       |
| 14 | Arash Keshavarzi     | 16.02.1987 (23)       | 198         | Azad University Teheran | A       |
| 15 | Hesam Bakhsheshi     | 21.03.1984 (26)       | 200         | Pajkan Teheran          | Ś       |
| 16 | Abdoireza Alizadeh   | 19.02.1987 (23)       | 183         | Pegah                   | L       |
| 18 | Mohammad Kazem       | 28.09.1985 (24)       | 200         | Pajkan Teheran          | A       |
| 19 | Arash Kamalvand      | 11.05.1989 (21)       | 201         | Pajkan Teheran          | P       |

### Portoryko
Trener: Carlos Cardona
Asystent: Ramón Hernández
| Nr | Imię i nazwisko   | Data urodzenia (wiek) | Wzrost (cm) | Klub                        | Pozycja |
| -- | ----------------- | --------------------- | ----------- | --------------------------- | ------- |
| 1  | José Rivera       | 02.07.1977 (33)       | 192         | Nuevos Gigantes de Carolina | P       |
| 3  | Juan Figueroa     | 03.06.1986 (24)       | 189         | Plataneros de Corozal       | P       |
| 4  | Víctor Rivera     | 30.08.1976 (34)       | 195         | Mets de Guaynabo            | P       |
| 5  | Roberto Muñiz     | 11.06.1980 (30)       | 196         | Leones de Ponce             | P       |
| 6  | Ángel Pérez       | 20.05.1982 (28)       | 190         | Mets de Guaynabo            | R       |
| 7  | Enrique Escalante | 06.08.1984 (26)       | 195         | Patriotas de Lares          | Ś       |
| 8  | Daniel Erazo      | 16.08.1987 (23)       | 188         | Plataneros de Corozal       | Ś       |
| 9  | Luis Rodríguez    | 13.07.1969 (41)       | 202         | Mets de Guaynabo            | Ś       |
| 12 | Héctor Soto (K)   | 20.06.1978 (32)       | 197         | Mets de Guaynabo            | A       |
| 13 | Alexis Matias     | 21.07.1974 (36)       | 195         | Mets de Guaynabo            | P       |
| 14 | Fernando Morales  | 04.02.1982 (28)       | 186         | Plataneros de Corozal       | R       |
| 19 | Harry Rosario     | 09.11.1976 (33)       | 182         | Plataneros de Corozal       | L       |